# Dishna River
Der Dishna River ist ein rund 100 Kilometer langer linker Nebenfluss des Innoko River im Westen des US-Bundesstaats Alaska.

## Verlauf
Der Dishna River entspringt an der Nordwestflanke der Kuskokwim Mountains. Er fließt in überwiegend nördlicher Richtung und mündet etwa 100 Kilometer nordwestlich von McGrath in den nach Westen fließenden Innoko River. 

## Sport und Freizeit
Der abgelegene Flusslauf weist über seine gesamte Länge unzählige enge Mäander auf. Der Schwierigkeitsgrad des Gewässers wird mit I angegeben. Etwa auf halber Strecke befindet sich eine Stelle, an welcher Wasserflugzeuge Kanutouristen absetzen können. 
Zu den Angelfischen des Disna River gehören Silberlachs, Arktische Äsche und Hecht. 